# جورج لوكاش
جورج لوكاش (بالمجرية: György Lukács)‏ (1885-1971) فيلسوف وكاتب وناقد ووزير مجري ماركسي ولد في بودابست عاصمة المجر.
يعده معظم الدارسين مؤسس الماركسية الغربية في مقابل فلسفة الاتحاد السوفيتي. أسهم بعدة أفكار منها «التشيؤ» و«الوعي الطبقي» تندرج تحت النظرية والفلسفة الماركسية. وكان نقده الأدبي مؤثرا في مدرسة الواقعية الأدبية وفي الرواية بشكل عام باعتبارها نوعا أدبيا. خدم لفترة وجيزة كوزير للثقافة في المجر بعد الثورة المجرية 1956 التي قامت على الرئيس ماتياش راكوشي.

## الحياة والسياسة

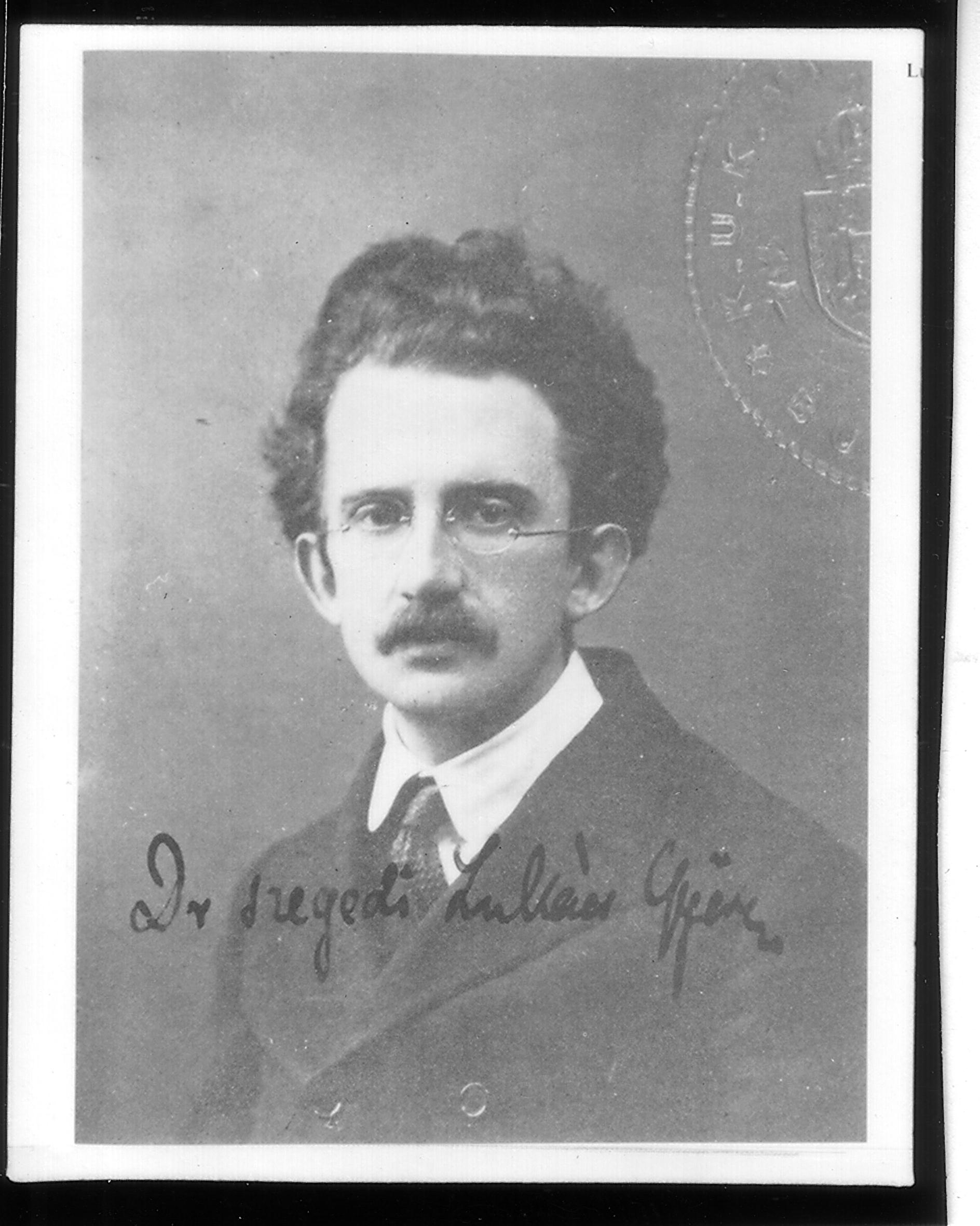
نسخة مستنسخة من صورة فوتوغرافية لِلوكاش من وثيقة.

### ما قبل الماركسية
بينما كان جورج لوكاش يدرس في الجامعة قسم اللغات في بودابست، انضم إلى حركات اشتراكية متعددة وتواصل مع المعارض إرفن تسابو الذي ينتمي إلى أحد مدارس الفكر اللاسلطوي. اطلع المعارض تسابو الطالب جورج على كتابات الفيلسوف الفرنسي الثوري جورج سيرويل الذي كانت آراؤه ونظرياته في تلك الفترة في أوجها وكانت أفكاراً حداثية وضد الوضعية.
وبين عامي 1904 إلى 1908 كان جورج مهتما بالمجموعات المسرحية التي يكتبها أتباع المدارس الواقعية والحداثية أمثال الكاتب النرويجي هنريك إبسن والكاتب السويدي أوجست سترندبرغ والأديب الألماني غرهارت هاوبتمان.
قضى لوكاش وقتا طويلا في ألمانيا وتعرف على العديد من مثقفيها وكتابها. ذهب إلى برلين بغرض الدراسة في عام 1906. وذهب مرة أخرى في عامي 1909 و 1910. وتعرف هناك على عالم الاجتماع الألماني الشهير جورج زيمل. وفي مدينة هايلدبرغ في سنة 1913 تعرف على عالم الاجتماع المعروف ماكس فيبر وأصبحا صديقين. ثم تعرف على الفيلسوف الماركسي إرنست بلوخ ثم على الشاعر ستيفان جورج.
كان لوكاش في ذلك الوقت منتميا إلى النظام المثالي المأخوذ عن مثالية الفلاسفة الألمان. وهذا النظام كان متأثر بالفلسفة الكانتية المنسوبة إلى الفيلسوف الألماني الأشهر إيمانويل كانت والتي هيمنت على جامعات ألمانيا لوقت طويل. وتنسب هذه الفلسفة المثالية أيضا إلى فلاسفة آخرين أيضا منهم الفيلسوف اليوناني أفلاطون والفيلسوف الألماني هيجل والفيلسوف الدانماركي سورين كيركغور والعالم الألماني دلتاي والروائي الروسي فيودور دوستويفسكي. ألّف جورج لوكاش كتابين في ذلك الوقت هما «الروح والجسد» و«نظرية الرواية» نشرا في 1910 و 1916 على التوالي.
عاد لوكاش إلى مدينته بودابست في 1915 وكان يدير صالونا ثقافيا أو حلقة ثقافية تدعى حلقة الأحد أو حلقة لوكاش. يتحدث فيها في المقام الأول عن الموضوعات الثقافية والنقدية في أعمال الروائي الروسي ديستوفسكي الذي كان مستحوذا على اهتمامات لوكاش في فترة إقامته في هيلدبرغ في ألمانيا. ويتحدث فيه أيضا عن الأحداث المستجدة التي تلقى اهتماما من مريديه.
وينضم إلى لوكاش في صالونه الثقافي في بودابست العديد من المثقفين من الشخصيات المشهورة في المجر ذلك الوقت مثل عالم الاجتماع كارل مانهايم والملحّن بيلا بارتوك والمؤلف السينمائي بيلا بالاش والمؤرخ كارل بولاني وغيرهم كثير. وكان بعضهم يحضر هذا الاجتماع كل إسبوع. وفي السنة الأخيرة من الحرب العالمية الأولى فضّت هذه الاجتماعات وتفرق المشاركون في تلك الندوات بسبب الأجواء السياسية. وفي ذلك الوقت دعا العديد من القادة الشيوعيين جورج لوكاش إلى الانضمام إلى الحزب الشيوعي المجري.

## فلسفته

### وعي الطبقة العاملة
لقد حاول لوكاش في كتاباته تجديد الفكر الماركسي وإلقاء الضوء على جوانبه الثورية خصوصا البعد الجدلي منه. ففي كتابه «التاريخ والوعي الطبقي» الذي يحمل عنوانا صغيرا آخر: «دراسات في الجدلية الماركسية» يعمل لوكاش على إعادة الاعتبار للذات. فالتاريخ برأيه ينتج عن التفاعل بين الذات والموضوع أي عن وعي الناس بالقوانين التي تحكمهم، وبعيداً عن إقامة التوازن بين الطرفين، كان لوكاش يميل نحو إعطاء الأهمية للوعي.
هذا الوعي الذي يجد فعاليته في وعي الطبقة العاملة التي أحالتها الرأسمالية إلى بضاعة. ولا يمكن لهذه أن تتحرر إلا برفضها الكامل غير المشروط لوضعها كبضاعة. فالبروليتاريا في هذه الحالة، تمثل المبدأ السالب والعنصر المحرك في الجدلية. لأنها عندما تناضل من أجل تحررها فإنها تناضل في الوقت نفسه ضد الخضوع بشكل عام، وعندما تناضل لإنقاذ نفسها فإنها تناضل أيضا من أجل إنقاذ البشرية كلها من التشيؤ.

### فلسفة الذات
لقد تجرأ لوكاش على وضع الذات مقابل الموضوع والوعي مقابل الوجود كقطبين متضادين يفسران بحركة الأخذ والرد بينهما جدلية الممارسة وقدرة الذات على وعي الوضع التاريخي الموجودة فيه وتحديد كيفية التحرك وفقا لهذه المعطيات. فبدل أن تكون الذات ملحقة بالتاريخ الذي تنتج عنه تصبح داخله.
لكن لوكاش كان يبدو وكأنه يسبح عكس التيار بالنسبة للماركسية التقليدية، ففي كتاب «مقدمة في نقد الاقتصاد السياسي» يقيم كارل ماركس علاقة وثيقة بين الوعي والوجود: «ليس وعي البشر هو الذي يحدد وجودهم بل على العكس أن وجودهم هو الذي يحدد وعيهم». ويعطي أولوية للموضوع على الذات.
فلوكاش بإصراره على دور الذات بدا وكأنه عاد إلى المثالية الهيغيلية، لهذا كان اتهامه بالانحراف. لكن هناك اختلاف بين الاثنين. فالعقل الهيغيلي هو الذي يسيطر على التاريخ ويقوده ولا يشكل جزءا منه، في حين أن الذات عند لوكاش هي في علاقة جدلية مع الموضوع وتأخذ قرارها انطلاقا منه. وعلى ذلك فإن الجدلية في «التاريخ والوعي الطبقي» تضع الحرية داخل الضرورة نفسها.

### أهمية أعمال لوكاش
ولم يقتصر لوكاش في أعماله على دراسة البعد الجدلي في النظرية الماركسية بل ساهم عبر كتابه «نظرية الرواية» في وضع أسس علم اجتماع الأدب الجدلي. كما أنه يعتبر أحد واضعي حجر الزاوية في علم الجمال الماركسي.
لا يمكن إنكار ما قدمه لوكاش للفكر السياسي من إضافات وعناصر جديدة. فهو يعد بالنسبة لخصومه أو مؤيديه أهم مفكر ماركسي منذ ماركس، لا بل يعتبره البعض أهم فيلسوف في النصف الأول من القرن العشرين. لقد كان له تأثير حاسم على كارل مانهايم وكارل كورتس ومارتن هيدجر على وجه الخصوص ويعتبر من مؤسسي تيار البنيوية التوليدية.

## بيبلوغرافية

### مؤلفاته المترجمة إلى العربية
| عنوان الترجمة            | تاريخ النشر | المترجم          | الناشر           | اللغة الأصلية وتاريخها |
| ------------------------ | ----------- | ---------------- | ---------------- | ---------------------- |
| توماس مان                | 1977        | كميل قيصر داغر   | المؤسسة العربية  | المجرية - 1947         |
| الرواية التاريخية        | 1978        | صالح جواد الكاظم | دار الأندلس      | المجرية - 1936         |
| تحطيم العقل              | 1980        | إلياس مرقص       | دار الحقيقة      | الألمانية - 1954       |
| غوته وعصره               | 1984        | بديع عمر نظمي    | دار الطليعة      | الألمانية - 1947       |
| دراسات في الواقعية       | 1985        | نايف بلوز        | المؤسسة الجامعية | الألمانية - 1948       |
| بلزاك والواقعية الفرنسية | 1985        | محمد علي اليوسفي | المؤسسة العربية  | الفرنسية - 1934        |
| التاريخ والوعي الطبقي    | 1999        | حنا الشاعر       | دار الأندلس      | الألمانية - 1923       |

### الدراسات عنه
- لوكاش ، جورج لختهايم (1982)
- ثلاثة وجوه للثورة: غيفارا لوكاش أورويل ، مجموعة مؤلفين (1994)
- النظرية النقدية الغربية من أفلاطون إلى بوكاشيو ، عيد الدحيات (2007)

المؤلفات من طبع المؤسسة العربية للدراسات والنشر.

## روابط خارجية
- جورج لوكاش على موقع الموسوعة البريطانية (الإنجليزية)
- جورج لوكاش على موقع مونزينجر (الألمانية)

## روابط إضافية
- جورج لوكاش على موقع أرشيف الشارخ.
- مقال بعنوان «مدخل إلى نظرية الرواية»
- معلومات وتحليل للوكاش وبعض أعماله
- مقال حول مدرسة فرانكفورت النقدية